# Asakata
Asakata es una ciudad en el norte de la región Barima-Waini en Guyana. La ciudad tiene una aldea amerindia ubicada en los pantanos y marismas entre el río Barima y Río Pomeroon.
La localidad tiene un servicio hospitalario y una escuela. La ciudad está ubicada dentro de Guayana Esequiba, una región reclamada por Venezuela.